# 瓦季斯瓦夫七世
瓦季斯瓦夫七世（波蘭語：Warcisław VII，約1364年—1394/95年），波美拉尼亞-施托爾普公爵。

## 家庭
- 梅克倫堡-施威林的瑪麗亞（約1364-1402）：1380年結婚，梅克倫堡-施威林公爵海因里希三世之子
  - 波吉斯瓦夫（1382-1459）：挪威、瑞典暨丹麥國王
  - 卡塔里娜（1390-1426）：普法爾茨-諾伊馬克特伯爵（英语：House of Palatinate-Neumarkt）約翰夫人